# Печоро-Илычский заповедник
Печо́ро-И́лычский госуда́рственный биосфе́рный запове́дник — заповедник на Северном Урале, один из известнейших в Российской Федерации.
Заповедник создан в 1930 году в Коми АССР, в западных предгорьях Урала, для сохранения природного комплекса северо-востока европейской части СССР, в основном, условий обитания соболя. Расположен в Республике Коми на западном склоне Уральских гор. С востока заповедник ограничен хребтом Поясовый камень, с юга, севера и запада реками Печорой и Илычом. На севере заповедник граничит с национальным парком «Югыд Ва».
На территории заповедника расположены хребет Маньпупунёр и останцы на горе Маньпупунёр, а также девственные леса, являющиеся объектами всемирного природного наследия.

## История заповедника
Организация целого ряда крупных отечественных заповедников имела целью охрану ценных пушных зверей, прежде всего соболя, основного источника ценной и отправлявшейся на экспорт пушнины. Резкое оскудение его запасов в начале XX века заставило прибегнуть к трёхлетнему запрету промысла, установленному в 1913 году, но запрет не соблюдался. Пришлось изыскивать действенные меры спасения соболя, связанные с охраной конкретных территорий. В числе первых были предложения по организации специальных соболиных заказников в западных предгорьях Северного Урала — единственном в Европе месте, где соболь ещё сохранился. Устройство заказников намечалось в Чердынском уезде (Белоусов, 1915) и в верховьях Печоры (Нат, 1922). Последний включал небольшой участок темнохвойных лесов междуречья Илыча и Печоры, находящийся ныне в центре основной территории заповедника. Инициатор заповедания — С. Г. Нат, будучи лесничим, а затем лесным ревизором Вологодской губернии, в период 1906 по 1913 г. неоднократно посещал этот край с целью обследования его лесов, вод и охотничьих промыслов, результаты которого опубликованы в двух его работах (1915; 1922).
Реализация предложения началась лишь в 1928 году, когда зоолог А. Ф. Чиркова представила Совету Всероссийского общества охраны природы материалы Ната и краткий проект научной экспедиции на Печору с целью их проверки и сбора дополнительных сведений, необходимых для организации резервата. Экспедиция была одобрена Государственным Комитетом по охране природы, руководителем её назначили Франца Францевича Шиллингера — известного деятеля отечественного заповедного дела.
В течение лета 1929 г. экспедиция обследовала район будущего заповедника, пройдя около 1500 километров на лодках и пешком. После её завершения Шиллингером (1929) был сделан следующий вывод: «Сохранение соболя в европейской части Союза, то есть в Коми- области, по убеждению экспедиции, обоснованному на детальном изучении данного вопроса на месте, возможно только в случае скорейшего учреждения большого национального парка в наиболее для этой цели подходящем месте. В противном случае с уверенностью можно предсказать, что соболь будет полностью истреблен также, как был истреблен бобр». Им предложен проект организации такого парка-заповедника на территории междуречья Верхней Печоры и Илыча, ограниченной с востока Уральским хребтом, а с севера илычским притоком Кожимъю. Проект получил поддержку многих крупных российских ученых, среди которых были С. А. Бутурлин, М. А. Мензбир, В. А. Варсанофьева, А. А. Чернов, Г. А. Кожевников и др. Вскоре было издано Постановление СНК РСФСР от 4 мая 1930 г., в котором Народному Комиссариату Просвещения поручалось в порядке осуществления пятилетнего плана организовать и оформить шесть новых заповедников, в том числе «Печорский заповедник» (Охрана Природы, № 4, 1930). В последующих официальных документах и публикациях до 1951 года он именуется как Печорско-Ылычский, позднее было принято современное название — Печоро-Илычский.
30 июля 1931 г. Постановлением СНК РСФСР № 826 «О границах заповедников общегосударственного значения» утверждены границы заповедника, предложенные экспедицией Шиллингера. Первоначальная территория резервата, в естественных границах Печоро-Илычского междуречья, имела площадь 1134,6 тыс. га. и в таком виде сохранялась в течение первых двух десятилетий существования заповедника. 14 мая 1932 г. принято Постановление СНК РСФСР № 510 «О включении Печорско-Ылычского заповедника в список научно-исследовательских учреждений РСФСР». 10 февраля 1935 г. Постановлением ВЦИК и СНК РСФСР Печорско-Ылычский заповедник утвержден как полный, имеющий общегосударственное значение.
В 1933 г. составлен первый организационный план будущего заповедника, включающий штатное расписание, смету расходов на строительство, приобретение оборудования и материалов. Функционирование заповедника началось с 1934 года, когда был частично заполнен штат и стала осуществляться охрана территории и первые научные исследования силами самого заповедника и Ботанического Института Академии наук. Укомплектовать штат лесного и научного отделов сотрудниками необходимых специальностей удалось лишь к 1937 г.
Управление заповедника первоначально находилось в селе Усть-Илыч, а в 1935 г. было переведено в пос. Якша, где оно находится по настоящее время.
В 1950 г., когда началась первая реорганизация отечественной заповедной системы, Печоро-Илычский, как и большинство других, был включен в список заповедников, подлежащих ликвидации. Его удалось сохранить только благодаря хлопотам и настойчивости ученых, в частности, профессора В. А. Варсанофьевой. Однако охраняемая площадь была сокращена более чем в десять раз - до 93 тыс. га (Постановление СМ СССР № 3192 от 29 августа 1951 г.). Из бывшей заповедной территории исключили весь горный ландшафтный район и почти всю равнинную часть. Заповедник стал существовать в виде двух участков. Один из них размером в 6 тыс. га располагался в окрестностях пос. Якша, второй вытянулся вдоль верховий Печоры с выходом на Илыч по долинам рек Большого Шежима и Шежимъю. В 1959 г. по инициативе научной общественности и ходатайству региональной власти, территория резервата была вновь увеличена (Распоряжение СМ РСФСР от 14 января 1959 г. № 164-Р). В границах, определенных указанным документом, заповедник находится до настоящего времени.
15 февраля 1985 г. на заседании Бюро МКС МАБ принято решение о придании Печоро-Илычскому заповеднику статуса биосферного резервата ЮНЕСКО. 15 декабря 1995 г. на заседании Бюро Комитета Всемирного Наследия принято решение о занесении в Список Всемирного Наследия ЮНЕСКО территории «Девственные леса Коми», включающей площади Печоро-Илычского заповедника и национального парка Югыд-ВА, а также их буферные и охранные зоны. 

## Флора и фауна
Характер территории заповедника сильно изменяется по мере движения с запада на восток. Припечорская низменность, занятая преимущественно сосновыми лесами и болотами, постепенно сменяется темнохвойными лесами увалистого предгорья, а затем — сплошными горными темнохвойными лесами (они достигают высоты 600 метров над уровнем моря), криволесьем, лугами и горной тундрой. Этот ландшафтный ряд замыкают гольцы Северного Урала.
Разнообразие типов леса, их чередование весьма велики, зависят от типов почв, рельефа, географического положения. В сосновых борах в верхнем ярусе имеется лиственница сибирская; иногда в них вкраплены острова кедра, которого ближе к Уральскому хребту становится всё больше. Много лиственных пород, в том числе и березняков, местами мощно развитых. На сфагновых болотах обычны клюква, голубика, морошка, на прибрежьях — чёрная и красная смородина, малина, шиповник. На пойменных лугах преобладают высокорослые сообщества из вейника, лисохвоста, таволги вязолистной и других влаголюбивых растений. Конспект флоры сосудистых растений насчитывает 659 видов из 228 родов и 87 семейств.
Животный мир типичен для северной тайги и представлен 49 видами млекопитающих, 230-ю видами птиц, одним видом пресмыкающихся (живородящая ящерица), четырьмя видами земноводных (сибирский углозуб, травяная лягушка), 17-ю видами рыб, одним видом круглоротых (сибирская минога). К числу фоновых относятся белка, заяц-беляк, бобр, бурый медведь, лесная куница, росомаха, выдра, горностай, ласка, лось, предпринимающий здесь большие сезонные миграции. Леса заповедника обильно заселены тетеревиными птицами — рябчиком, тетеревом, глухарём. Из водоплавающих гнездится незначительное число видов — гусь-гуменник, большой крохаль, свиязь, чирок-трескунок. В зимнее время можно встретить постоянных обитателей заповедника — клеста, кукшу, синиц, дятлов. Из особо ценных видов рыб следует отметить сёмгу, которая заходит в заповедные водоёмы на нерест, тайменя (по реке Илыч), хариуса.

## Лосеферма
Печоро-Илычский заповедник известен первой в мире лосефермой, созданной для одомашнивания лосей. Эта идея была выдвинута в 1930-х годах профессором П. А. Мантейфелем.
Идея одомашнивания лося не нова. В различных районах Сибири были обнаружены многочисленные наскальные рисунки лосей, которых люди пасут, ведут в недоуздках и в поводу, ставят на привязь, используют в санных упряжках и для езды верхом, держат в загонах и т. д. Можно предположить, что лосеводство практиковалось древними жителями Сибири ещё с каменного века. Остяки, в более позднее время, также использовали лосей для езды на санях, якуты – для верховой езды. В XVII веке в скандинавских странах лоси в санной упряжке использовались для перевозки курьеров.
В советское время лось привлёк внимание прежде всего как животное, способное перевозить грузы по таёжной глухомани. С появлением снегоходов такая надобность отпала, но итоги многолетних научных исследований, проведённых на ферме, очень внушительны. Они дали ценные знания из области физиологии, экологии, поведения этого интереснейшего животного, позволили накопить опыт его содержания в полувольных условиях. По данным на конец 1980-х годов, на ферме было несколько десятков лосей. Исследования по доместикации (одомашниванию) лося составляют одну из научных задач заповедника.

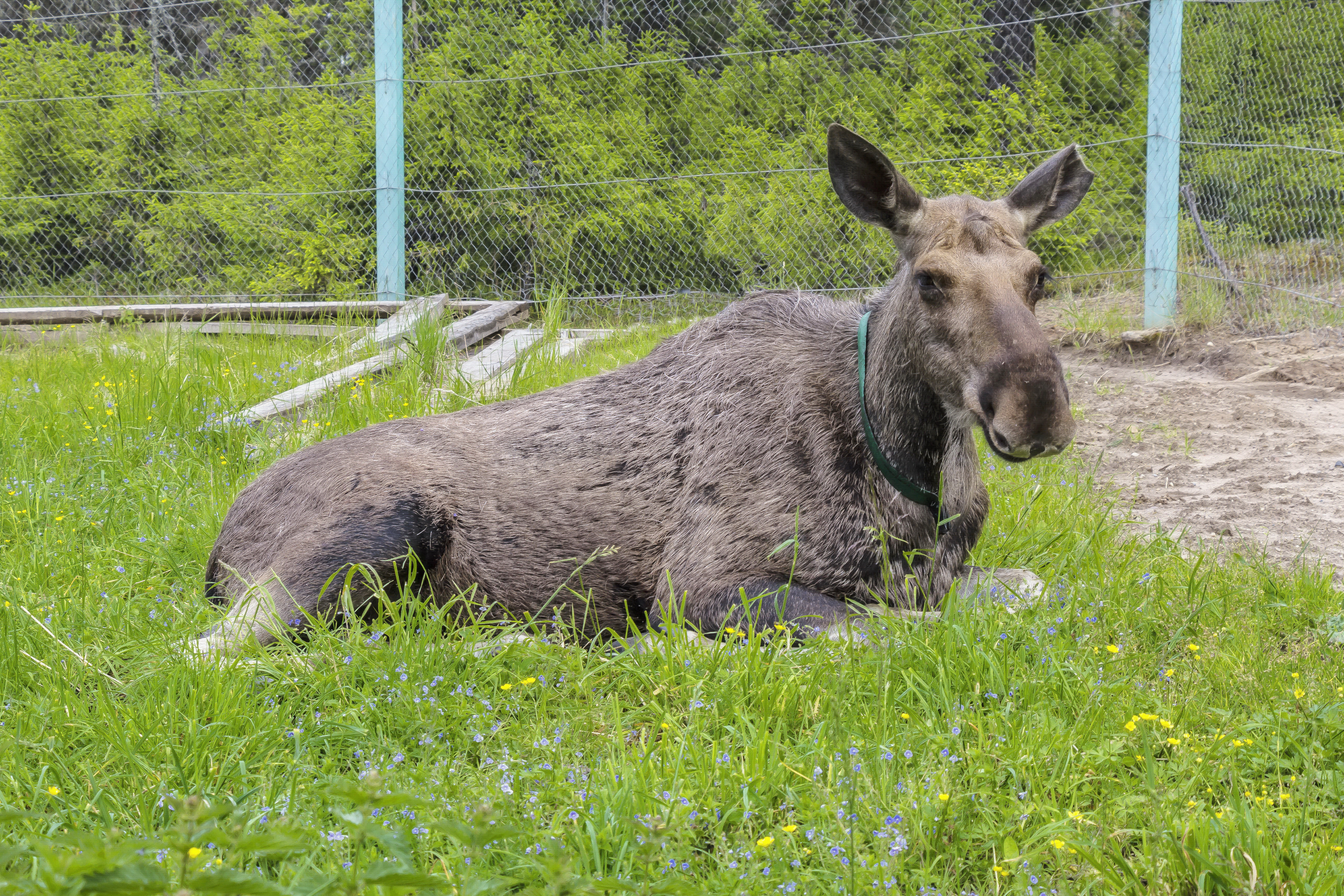
Самка лося на лосеферме Печоро-Илычского заповедника
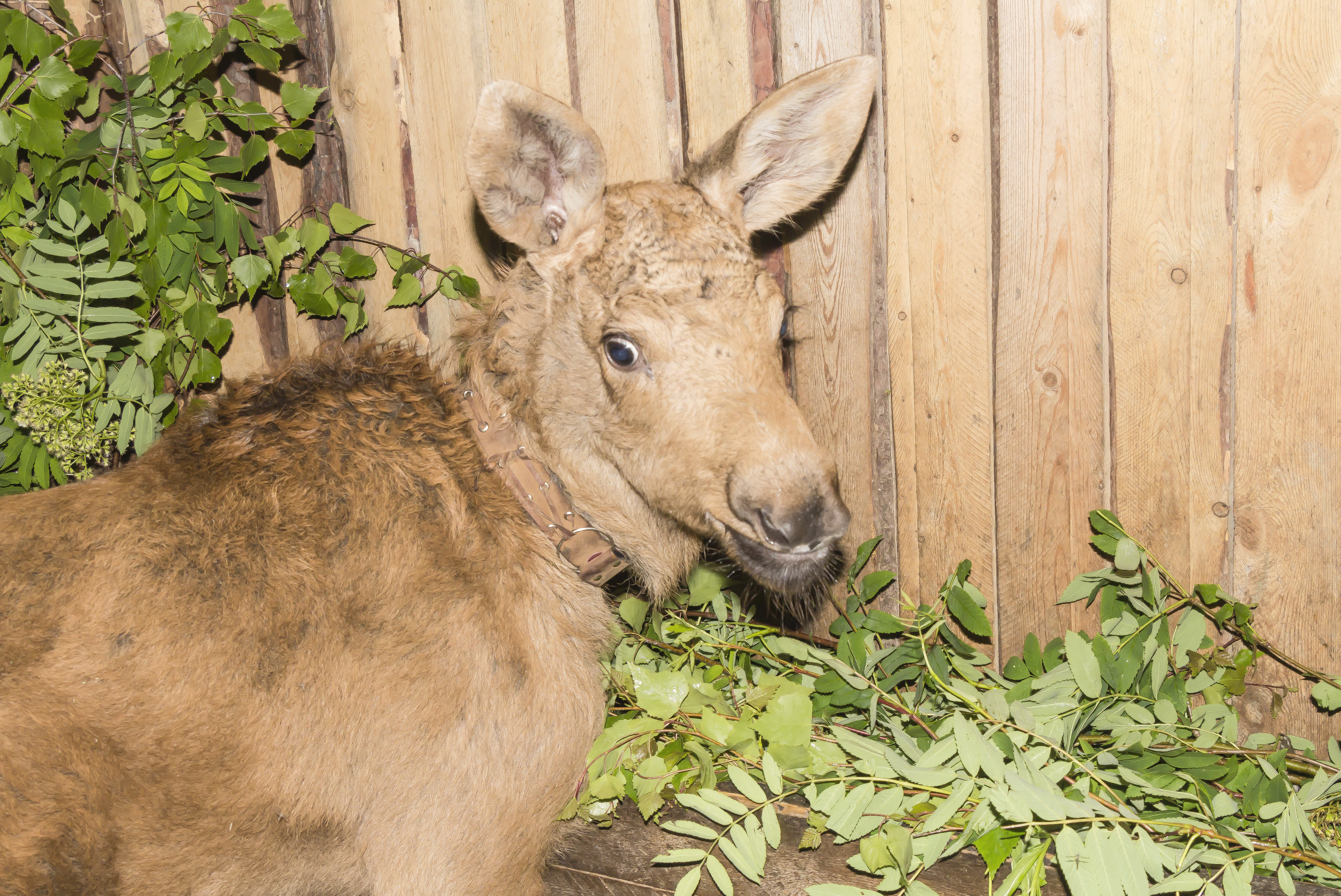
Лосёнок на лосеферме Печоро-Илычского заповедника

## Топографические карты
- Лист карты P-40-33,34 изба  Верхняя. Масштаб: 1 : 100 000. Издание 1968 г.
- Лист карты P-40-69,70 Большая  Шайтановка. Масштаб: 1 : 100 000. Издание 1968 г.
- Лист карты P-40-71,72 Печорский  Заповедник. Масштаб: 1 : 100 000. Указать дату выпуска/состояния местности.